# Everett Dirksen
Everett Dirksen (Pekin, 1896. január 4. – Washington, 1969. szeptember 7.) az Amerikai Egyesült Államok szenátora (Illinois, 1951–1969).